# Nathan Robertson
Nathan Robertson (n. 30 mai 1977, Nottingham, Anglia, Regatul Unit) este un jucător de badminton ce a reprezentat Regatul Unit al Marii Britanii și al Irlandei de Nord, medaliat olimpic. A participat la 3 ediții ale Jocurilor Olimpice (2000, 2004, 2008) în care a câștigat o medalie de argint.